# Manfred von Richthofen (General)
Manfred Karl Ernst Freiherr von Richthofen (* 24. Mai 1855 in Barzdorf; † 28. November 1939 in Bersdorf) war ein preußischer Offizier, zuletzt General der Kavallerie im Ersten Weltkrieg.

## Leben
Richthofen, aus dem gleichnamigen Adelsgeschlecht stammend, trat am 23. April 1874 als Fähnrich in das Kürassier-Regiment „von Driesen“ (Westfälisches) Nr. 4 ein. Im weiteren Verlauf seiner Militärkarriere wurde Richthofen am 22. April 1902 mit der Führung des Regiments der Gardes du Corps beauftragt und am 10. Juni 1903 unter gleichzeitiger Beförderung zum Oberstleutnant zu dessen Kommandeur ernannt. Zugleich wurde er mit diesem Datum auch Flügeladjutant von Wilhelm II.
Am 10. April 1905 folgte die Beförderung zum Oberst und am 21. März 1908 übernahm er das  Kommando über die 2. Garde-Kavallerie-Brigade in Potsdam. Dann beförderte man ihn am 20. April 1910 zunächst zum Generalmajor sowie am 18. Februar 1913 zum Generalleutnant. Einhergehend mit dieser Beförderung war die Ernennung zum Kommandeur der Garde-Kavallerie-Division in Berlin. Von 18. Februar 1913 bis zum Kriegsbeginn war Richthofen dann Kommandeur der 6. Division.

### Erster Weltkrieg
Dieses Kommando gab er mit dem Ausbruch des Ersten Weltkriegs und bei der Mobilmachung im August 1914 ab und fungierte bis 22. September 1916 als Höherer Kavallerie-Kommandeur Nr. 1. Sein Kavalleriekommando stand anfangs an der Westfront und wechselte während der Ersten Flandernschlacht an die Ostfront. Im November 1914 geriet sein Korps während der Schlacht um Łódź in den Kessel von Lowitsch. Unter dem Oberbefehl des Kommandierenden Generals des XXV. Reserve-Korps Reinhard von Scheffer-Boyadel gelang es den eingeschlossenen Truppenverbänden, zu denen noch die 3. Garde-Division unter General Karl Litzmann und versprengte Teile der 72. Infanterie-Brigade gehörten, am 24. November 1914 bei Brzeziny nach Osten auszubrechen.
Am 23. September 1916 übernahm von Richthofen den Befehl über das XXXVIII. Reserve-Korps und ab 19. November 1916 über das XXV. Reserve-Korps, beide im Mittelabschnitt der Ostfront eingesetzt. Im März 1917 wurden ihm der Befehl über das Generalkommando Nr. 53 übertragen, den er bis Januar 1918 innehatte. Wilhelm II. ernannte ihn anschließend zum stellvertretenden Kommandierenden General des Gardekorps in Berlin. Zeitgleich kommandierte man ihn ab 18. April 1918 als Stellvertreter des Präsidenten des Reichsmilitärgerichts. Am 23. November 1918 schied Richthofen aus dem Militärdienst. Er verstarb am 28. November 1939 auf seinem niederschlesischen Gut bei Jauer.
Manfred von Richthofen war leiblicher Onkel und Adoptivvater des späteren Generalfeldmarschalls Wolfram von Richthofen.

## Auszeichnungen
- Roter Adlerorden II. Klasse mit Eichenlaub[1]
- Kronenorden II. Klasse mit Stern[1]
- Rechtsritter des Johanniterordens[1]
- Preußisches Dienstauszeichnungskreuz[1]
- Reußisches Ehrenkreuz I. Klasse mit Krone[1]
- Waldecksches Militär-Verdienstkreuz III. Klasse[1]
- Waldecksches Verdienstkreuz I. Klasse[1]
- Ritterkreuz des Ordens der Württembergischen Krone mit den Löwen[1]
- Komtur des St. Alexander-Ordens[1]
- Komtur des Ordens der Krone von Italien[1]
- Ritterkreuz des Franz-Joseph-Ordens[1]
- Komtur des Sonnen- und Löwenordens[1]
- Russischer Orden der Heiligen Anna I. Klasse[1]
- Spanischer Militär-Verdienstorden III. Klasse[1]
- Eisernes Kreuz (1914) II. und I. Klasse
- Pour le Mérite am 19. Januar 1918